# Typ 97 Shinhoto Chi-Ha
Typ 97 Shinhoto Chi-Ha – japoński czołg średni z okresu II wojny światowej.
W 1937 do uzbrojenia armii japońskiej wprowadzono czołg średni Typ 97 Chi-Ha. W 1938 i 1939 jednostki uzbrojone w te czołgi wzięły udział w walkach nad jeziorem Chasan i rzeką Chałchin-Goł, ścierając się tam z radzieckimi czołgami T-26 i BT. Walki te wykazały, że używane przez Japończyków armaty czołgowe są już przestarzałe i nie są w stanie skutecznie zwalczać pojazdów opancerzonych. Problemem było także przegrzewanie się silników.
W 1940 powstał prototyp nowego czołgu – zmodernizowanej wersji czołgu Typ 97. Miał on nową, powiększoną wieżę z nowoczesną armatą czołgową Typ 1. Zmodyfikowano także i wydłużono tylną część kadłuba pancernego dzięki czemu polepszyło się chłodzenie silnika. Czołgi Shinhoto Chi-Ha zostały po raz pierwszy użyte podczas walk na półwyspie Bataan. Później walczyły w Birmie, Chinach i na Okinawie. Zdobyte na Japończykach czołgi Typ 97 Shinhoto Chi-Ha były używane przez oddziały chińskie, zarówno komunistyczne, jak i Kuomintangu.
Czołg Typ 97 Shinhoto Chi-Ha miał klasyczną konstrukcję. W tylnej części nitowanego kadłuba umieszczono sześciocylindrowy silnik wysokoprężny. Układ jezdny składał się z sześciu kół jezdnych, koła napędowego, napinającego i trzech rolek podtrzymujących gąsienicę. Cztery środkowe koła jezdne były zblokowane po dwa i amortyzowane poziomymi resorami śrubowymi. Koła skrajne były zawieszone niezależnie i amortyzowane ukośnymi resorami śrubowymi. 
Czołg był początkowo uzbrojony w armatę czołgową kalibru 57 mm Typ 1 z elewacją od +11° do −9°, ale w roku 1942 otrzymał nową wieżę z działem 47 mm Typ 97, które nadawało pociskom większą prędkość początkową, a tym samym poprawiało ich zdolności penetracyjne. Działa te używały tej samej amunicji co japońskie działa przeciwpancerne 47 mm. 
Uzbrojeniem dodatkowym były dwa czołgowe karabiny maszynowe Typ 97 z których jeden zamocowany był z tyłu wieży, a drugi obok kierowcy. Załoga składała się z kierowcy, strzelca kadłubowego karabinu maszynowego, celowniczego i dowódcy.